# Lomanella troglophilia
Espèce
Lomanella troglophilia est une espèce d'opilions laniatores de la famille des Lomanellidae.

## Distribution
Cette espèce est endémique du Tasmanie en Australie. Elle se rencontre dans le Sud-Ouest et le centre de l'île souvent dans des grottes.

## Description
Les mâles mesurent de 1,72 à 1,84 mm de long et de 0,98 à 1,06 mm de large et la femelle 1,87 mm de long et 1,03 mm de large.

## Systématique et taxinomie
Cette espèce a été décrite par Hunt et Hickman en 1993.

## Publication originale
- Hunt & Hickman, 1993 : « A revision of the genus Lomanella Pocock and its implications for family level classification in the Travunioidea (Arachnida: Opiliones: Triaenonychidae). » Records of the Australian Museum, vol. 45, no 1, p. 81–119 (texte intégral).